# Aart Ooms
Aart Ooms (Ammerstol, 6 oktober 1947) is een oud voetballer van FC Wageningen en FC Dordrecht.
Aart Ooms doorliep de jeugdopleiding van Feijenoord, maar speelde nooit een officiële wedstrijd in het eerste elftal van de Rotterdammers. In 1969 debuteerde hij namens FC Wageningen in het betaalde voetbal. In zijn eerste seizoen degradeerde hij naar de toenmalige tweede divisie om een jaar later weer terug te keren in de eerste divisie.  In 1974 promoveerde de middenvelder onder leiding van trainer Fritz Korbach met FC Wageningen naar de eredivisie. Na één seizoen op het hoogste niveau volgde echter weer degradatie naar de eerste divisie. In 1976 maakte Ooms de overstap naar FC Dordrecht waar hij drie seizoenen later zijn carrière afsloot.

## Carrièrestatistieken
| Seizoen         | Club            | Land            | Competitie      | Competitie | Competitie | Beker | Beker | Internationaal | Internationaal | Overig | Overig | Totaal | Totaal |
| Seizoen         | Club            | Land            | Competitie      | Wed.       | Dlp.       | Wed.  | Dlp.  | Wed.           | Dlp.           | Wed.   | Dlp.   | Wed.   | Dlp.   |
| --------------- | --------------- | --------------- | --------------- | ---------- | ---------- | ----- | ----- | -------------- | -------------- | ------ | ------ | ------ | ------ |
| 1969/70         | Wageningen      | Nederland       | Tweede divisie  | –          | 4          | –     | 0     | 0              | 0              | 0      | 0      | –      | 4      |
| 1970/71         | Wageningen      | Nederland       | Eerste divisie  | –          | 3          | –     | 0     | 0              | 0              | 0      | 0      | –      | 3      |
| 1971/72         | Wageningen      | Nederland       | Eerste divisie  | –          | 6          | –     | 1     | 0              | 0              | 0      | 0      | –      | 7      |
| 1972/73         | Wageningen      | Nederland       | Eerste divisie  | –          | 3          | –     | 0     | 0              | 0              | –      | 1      | –      | 4      |
| 1973/74         | Wageningen      | Nederland       | Eerste divisie  | –          | 3          | –     | 0     | 0              | 0              | –      | 1      | –      | 4      |
| 1974/75         | Wageningen      | Nederland       | Eredivisie      | –          | 0          | –     | 0     | 0              | 0              | 0      | 0      | –      | 0      |
| 1975/76         | Wageningen      | Nederland       | Eerste divisie  | –          | –          | –     | 1     | 0              | 0              | 0      | 0      | –      | –      |
| 1976/77         | FC Dordrecht    | Nederland       | Eerste divisie  | –          | –          | –     | 0     | 0              | 0              | 0      | 0      | –      | –      |
| 1977/78         | FC Dordrecht    | Nederland       | Eerste divisie  | –          | –          | –     | 0     | 0              | 0              | 0      | 0      | –      | –      |
| 1978/79         | FC Dordrecht    | Nederland       | Eerste divisie  | –          | –          | –     | 0     | 0              | 0              | 0      | 0      | –      | –      |
| Carrière totaal | Carrière totaal | Carrière totaal | Carrière totaal | –          | –          | –     | 2     | 0              | 0              | –      | 2      | –      | –      |